# Heterotropa fastosa
Heterotropa fastosa là một loài bướm đêm thuộc phân họ Arctiinae, họ Erebidae.